# Tunnel routier de l'Arlberg
Le tunnel routier de l'Arlberg (en allemand : Arlberg Straßentunnel), d'une longueur de 13,976 km est le plus long tunnel routier d'Autriche. Lors de son inauguration, c'était le plus long tunnel routier du monde. Il porte la S16 Arlberg Schnellstraße (en allemand « autoroute de l'Arlberg ») passant sous le massif de l'Arlberg, du Tyrol au Vorarlberg.
Le tunnel se situe à 1 318 m d'altitude. Son tracé passe sous le col routier de l’Arlberg qui se situe à une altitude de 1 793 m.
Il fut construit entre juillet 1974 et décembre 1978, et son coût s'est élevé à 4 milliards de schillings autrichiens (~300 millions €). Le tunnel est conçu pour 1 800 véhicules par heure et équipé de 4 centres de ventilation (un puits d'une profondeur de 736 mètres est le plus profond d'Europe), 12 évents, 43 caméras pour la surveillance du trafic et 16 niches de sécurité. En 1998, le tunnel était utilisé par 2,6 millions de véhicules, dont 18 % pour le transport de marchandises. Le tunnel de l'Arlberg est à péage, avec un tarif aller simple de 11 € (à partir d'octobre 2019). Les péages pour les deux directions sont perçus à l'extrémité Est du tunnel.
Parallèlement à ce tunnel routier il existe un  tunnel ferroviaire de l’Arlberg construit entre 1879 et 1884 d’une longueur de 10 648 mètres qui se situe au nord du tunnel routier. Six tunnels d'une longueur de 150 à 300 mètres, espacés d’une distance maximale de 1 700 mètres, relient le tunnel ferroviaire au tunnel routier. Ils ont été construits entre 2004 et 2007 afin de créer des galeries de sécurité pour le tunnel ferroviaire.